# BridgeOS
bridgeOS là một hệ điều hành do Apple Inc. tạo ra và phát triển để sử dụng riêng cho phần cứng riêng của Apple.  bridgeOS dùng dòng chip T-Series của Apple  và cũng dùng để vận hành dải màn hình cảm ứng OLED của MacBook Pro "Touch Bar"  cũng như nhiều chức năng khác, gồm việc quản lý những dữ liệu bị mã hóa trong Secure Enclave và có vai trò như Gatekeeper và codec video cho camera của thiết bị. bridgeOS là một phiên bản watchOS của Apple nhưng bị sửa đổi khá nhiều.